# Cavadinești
Cavadinești es una comuna ubicada en el distrito de Galați, Rumania.

## Superficie
Posee una superficie de 110,2 kilómetros cuadrados.

## Demografía
Hasta 2021 la población era de 2445 habitantes, con una densidad de población de 22,19 habitantes por kilómetro cuadrado.